# Мирјана Денков Мраовић
Мирјана Денков Мраовић српска је сликарка и доцент Факултета савремених уметности у Београду.

## Биографија
Дипломирала је на Факултету ликовних уметности Универзитета уметности у Београду у класи професорке Милице Стевановић 1986. године. Код исте професорке је завршила постдипломске студије и магистрирала на одсеку сликарство 1990. Држала је ликовне радионице „Према искуству модерне” са Едвином Романовић и Маријом Илић 1991—1993. Члан је Удружења ликовних уметника Србије од 1997. и неформалне групе „Иницијатива – Визуелни уметници” са Аницом Вучетић, Нином Тодоровић и Драгославом Крнајским. Била је члан уметничког савета Градске галерије Димитровград и ликовне колоније „Погановски манастир” 2006—2008. и Уметничког савета Мултимедијалног центра „Нови Пазар” 2010. Била је члан жирија за награде Пролећне изложба УЛУС-а 2007, члан Управног одбора УЛУС-а 2007—2008, председница Сликарске секције УЛУС-а 2009—2012, председница жирија за награде традиционалне изложбе „Цртеж” у Културном центру Шабац 2012. и председница УО УЛУС-а 2013. године. Радила је као предавач кроки цртања на IT академији у Земуну 2008—2012, као предавач цртања у Високој школи струковних студија за информационе технологије Београд од 2013. и као доцент на Факултету савремених уметности у Београду. Аутор је уџбеника „Цртање” у издању Високе школе струковних студија за информационе технологије у Земуну 2016. године.
Учествовала је на бројним самосталним и колективним изложбама, неке од самосталних су изложба слика и цртежа у галерији Дома културе Димитровград 1986, изложба слика и цртежа у галерији Факултета ликовних уметности Универзитета уметности у Београду 1990, изложбе слика у Галерији савремене ликовне уметности Ниш и галерији Покрајинског културног центра Приштина 1992, изложба слика у галерији „Палета” Културног центра Београда 1993, изложба слика из циклуса „Трагови времена” у Градској галерији Димитровград 1995, изложба слика у галерија Културног центра „Брана Црнчевић” Рума и изложба слика великог формата у галерији Дипломатског клуба Београд 2004, изложба „Мала ретроспектива цртежа – Линија и боја” у галерији Маржик у Краљеву 2008, изложба слика „Ритам ритуала еволуције варварства” у галерији „Блок” 2013. и изложба слика и цртежа „Време трагања и трајања” у Народном музеју Лесковац 2019. године. Добитница је награде за мозаик из фонда Факултета ликовних уметности Универзитета уметности у Београду 1984, награде „Петар Лубарда” за сликарство и награде Универзитета уметности у Београду 1986. и похвале Октобарског салона Ковин 2007. године.